# Torre Pellice
 Torre Pellice  (piemonti nyelven la Tor, okcitánul: la Toure de Pèlis ) egy község Olaszországban, Torino megyében. A valdi egyház központja.

## Elhelyezkedése

'Torre Pellice község Torino megye térképén

A vele szomszédos települések: Angrogna, Luserna San Giovanni, Rorà és Villar Pellice.

## Testvérvárosok
- Guardia Piemontese, Olaszország
- Waldorf, Németország
- Guillestre, Franciaország
- Valdese, USA